# Івайло Маринов
Івайло Маринов (болг. Ивайло Маринов; нар. 12 липня 1960, Варна, Болгарія, також відомий як Ісмаїл Мустафов, Ісмаїл Гусейнов і Івайло Христов) — болгарський боксер-любитель, олімпійський чемпіон 1988 року, бронзовий призер Олімпійських ігор 1980, чемпіон світу (1982) та Європи (1981, 1983, 1989, 1991).

## Аматорська кар'єра
Олімпійські ігри 1980 
- 1/8 фіналу. Переміг Джерарда Гокінса (Велика Британія) — 5-0
- 1/4 фіналу. Переміг Ахмеда Сіада (Алжир) — 5-0
- 1/2 фіналу. Програв Іполіто Рамосу (Куба) — 1-4

На чемпіонаті Європи 1981 став чемпіоном.
- В 1/8 фіналу переміг Антті Юнтумаа (Фінляндія) — 3-2
- У чвертьфіналі переміг Думитру Шчиопу (Румунія) — 5-0
- У півфіналі переміг Шаміля Сабірова (СРСР) — 5-0
- У фіналі переміг Дітмара Гайліха (НДР) — 5-0

На Кубку світу 1981 переміг Хуана Вільяльбу (Колумбія), Іполіто Рамоса (Куба) і Хо Йон Мо (Південна Корея).
На чемпіонаті світу 1982 став чемпіоном.
- В 1/8 фіналу переміг Агапіто Гомеса (Іспанія) — 5-0
- У чвертьфіналі переміг Ефрена Табанаса (Філіппіни) — 5-0
- У півфіналі переміг Хо Йон Мо (Південна Корея) — 4-1
- У фіналі переміг Го Чон Кван (Північна Корея) — 4-1

На чемпіонаті Європи 1983 став чемпіоном.
- У чвертьфіналі переміг Генрика Саковського (Польща) — 5-0
- У півфіналі переміг Бейбута Есжанова (СРСР) — 5-0
- У фіналі переміг Сальваторе Тодіско (Італія) — 5-0

На Кубку світу 1983 програв у півфіналі Бейбуту Есжанову (СРСР) — 0-5
На чемпіонаті Європи 1985 став срібним призером.
- В 1/8 фіналу переміг Ніла Дадді (Ірландія) — 5-0
- У чвертьфіналі переміг Ведата Тутук (Туреччина) — 5-0
- У півфіналі переміг Роберта Ішасегі (Угорщина) — 3-2
- У фіналі програв Рене Брайтбарту (НДР) — 0-5

Олімпійські ігри 1988 
- 1/16 фіналу. Переміг Марка Ептона (Велика Британія) — 5-0
- 1/8 фіналу. Переміг Генрі Мартінеса (Сальвадор) — 5-0
- 1/4 фіналу. Переміг Олександра Махмутова (СРСР) — 5-0
- 1/2 фіналу. Переміг Леопольдо Серантеса (Філіппіни) — 5-0
- Фінал. Переміг Майкла Карбахала (США) — 5-0

На чемпіонаті Європи 1989 став чемпіоном.
- В 1/8 фіналу переміг Пола Вейра (Шотландія) — 5-0
- У чвертьфіналі переміг Петріца Парасківа (Румунія) — 5-0
- У півфіналі переміг Яна Кваста (НДР) — 4-1
- У фіналі переміг Роберта Ішасегі (Угорщина) — 5-0

На чемпіонаті світу 1989 програв у першому бою Роберту Ішасегі (Угорщина).
На чемпіонаті Європи 1991 вчетверте став чемпіоном.
- В 1/8 фіналу переміг Лешека Ольшевського (Польща) — 35-21
- У чвертьфіналі переміг Рафаеля Лосано (Іспанія) — 35-5
- У півфіналі переміг Пала Лакатоша (Угорщина) — 24-15
- У фіналі переміг Луїджі Кастільйоне (Італія) — 16-6